# Eduardo Dualde
Eduardo Dualde Santos de Lamadrid, född 1 december 1933 i Barcelona, död 12 juni 1989 i Tortosa, var en spansk landhockeyspelare.
Dualde blev olympisk bronsmedaljör i landhockey vid sommarspelen 1960 i Rom.